# Linothele
Genre
Synonymes
- Uruchus Simon, 1889
- Neodiplura F. O. Pickard-Cambridge, 1896

Linothele est un genre d'araignées mygalomorphes de la famille des Dipluridae.

## Distribution
Les espèces de ce genre se rencontrent en Amérique du Sud et aux Bahamas.

## Liste des espèces
Selon World Spider Catalog (version 26, 12/04/2025) :
- Linothele abispa Sherwood, Drolshagen, Osorio, Benavides & Seiter, 2023
- Linothele agelenoides Bäckstam, Drolshagen & Seiter, 2023
- Linothele alausi Dupérré & Tapia, 2023
- Linothele amazonica Dupérré & Tapia, 2023
- Linothele anabellecitae Dupérré & Tapia, 2023
- Linothele angamarca Dupérré & Tapia, 2023
- Linothele archidona Dupérré & Tapia, 2023
- Linothele banos Dupérré & Tapia, 2023
- Linothele canirasi Dupérré & Tapia, 2023
- Linothele carchi Dupérré & Tapia, 2023
- Linothele cavicola Goloboff, 1994
- Linothele cayambe Dupérré & Tapia, 2023
- Linothele condor Dupérré & Tapia, 2023
- Linothele cornigera Penaherrera-R., Guerrero-Campoverde, León-E., Pinos-Sanchez & Cisneros-Heredia, 2023
- Linothele costenita Dupérré & Tapia, 2023
- Linothele cristata (Mello-Leitão, 1945)
- Linothele cuencana Dupérré & Tapia, 2023
- Linothele curvitarsis Karsch, 1879
- Linothele darien Wermelinger-Moreira, Castanheira & Baptista, 2024
- Linothele fallax (Mello-Leitão, 1926)
- Linothele gaboi Osorio, Benavides, Sherwood, Drolshagen & Seiter, 2023
- Linothele gaujoni (Simon, 1889)
- Linothele guacamayos Dupérré & Tapia, 2023
- Linothele gualaquiza Dupérré & Tapia, 2023
- Linothele guallupe Dupérré & Tapia, 2023
- Linothele guarato Rodríguez-Castro, Rodríguez & Delgado-Santa, 2025
- Linothele hunahpui Rodríguez-Castro, Rodríguez & Delgado-Santa, 2025
- Linothele ilinizas Dupérré & Tapia, 2023
- Linothele ireneae Dupérré & Tapia, 2023
- Linothele ixbalanquei Rodríguez-Castro, Rodríguez & Delgado-Santa, 2025
- Linothele jarrini Dupérré & Tapia, 2023
- Linothele jatunsacha Dupérré & Tapia, 2023
- Linothele javieri Dupérré & Tapia, 2023
- Linothele jelskii (F. O. Pickard-Cambridge, 1896)
- Linothele kaysi Dupérré & Tapia, 2023
- Linothele lacocha Dupérré & Tapia, 2023
- Linothele lloa Dupérré & Tapia, 2023
- Linothele longicauda (Ausserer, 1871)
- Linothele macrothelifera Strand, 1908
- Linothele megatheloides Paz & Raven, 1990
- Linothele milleri Dupérré & Tapia, 2023
- Linothele molleturo Dupérré & Tapia, 2023
- Linothele montana Rodríguez-Castro, Rodríguez & Delgado-Santa, 2025
- Linothele monticolens (Chamberlin, 1916)
- Linothele mubii Nicoletta, Ochoa, Chaparro & Ferretti, 2022
- Linothele otokiki Dupérré & Tapia, 2023
- Linothele otoyacu Dupérré & Tapia, 2023
- Linothele paulistana (Mello-Leitão, 1924)
- Linothele peguche Dupérré & Tapia, 2023
- Linothele podocarpus Dupérré & Tapia, 2023
- Linothele pomona Dupérré & Tapia, 2023
- Linothele pristirana Dupérré & Tapia, 2023
- Linothele pseudoquori Dupérré & Tapia, 2023
- Linothele pukachumpi Dupérré & Tapia, 2015
- Linothele quori Dupérré & Tapia, 2015
- Linothele rionegro Dupérré & Tapia, 2023
- Linothele sanuk Rodríguez-Castro, Rodríguez & Delgado-Santa, 2025
- Linothele septentrionalis Drolshagen & Bäckstam, 2021
- Linothele sericata (Karsch, 1879)
- Linothele sexfasciata (Schiapelli & Gerschman, 1945)
- Linothele sigchila Dupérré & Tapia, 2023
- Linothele spinosa Drolshagen & Bäckstam, 2021
- Linothele troncal Dupérré & Tapia, 2023
- Linothele tsachilas Dupérré & Tapia, 2015
- Linothele uniformis Drolshagen & Bäckstam, 2021
- Linothele uvalino Dupérré & Tapia, 2023
- Linothele victoria Dupérré & Tapia, 2023
- Linothele wallacei Sherwood, Drolshagen, Osorio, Benavides & Seiter, 2023
- Linothele wiwa Osorio, Benavides, Sherwood, Drolshagen & Seiter, 2023
- Linothele yanachanka Dupérré & Tapia, 2015
- Linothele yunguilla Dupérré & Tapia, 2023
- Linothele zaia Dupérré & Tapia, 2015

## Systématique et taxinomie
Ce genre a été décrit par Karsch en 1879.
Uruchus et Neodiplura ont été placés en synonymie par Raven en 1985.

## Publication originale
- Karsch, 1879 : « Arachnologische Beiträge. » Zeitschrift für die gesammten Naturwissenschaften, vol. 52, p. 534-562.